# Galeria Gordon
Galeria Gordon (hebr. ‏גלריה גורדון‎; ang. The Gordon Gallery) – galeria sztuki położona w osiedlu Centrum Tel Awiwu w Tel Awiwie, w Izraelu.

## Historia
Galeria została założona w 1966 na ulicy Gordona w Tel Awiwie. Od 1977 galeria organizuje aukcje dzieł sztuki. Okazało się to wielkim sukcesem i do 2002 podobne aukcje organizowano dwa razy w roku.
W 2016 roku, w pięćdziesięciolecie działalności, galerię przeniesiono do nowej lokalizacji w południowym Tel Awiwie. Dwa lata później otwarto dodatkową przestrzeń o rozmiarze 400 metrów kwadratowych, skoncentrowaną na prezentowaniu prac młodych artystów. W 2019 otwarto podlegający galerii Ogród Rzeźb, a w 2021 oddział galerii w Jerozolimie. 

## Zbiory galerii
W galerii znajduje się ekspozycja sztuki współczesnej licznych izraelskich artystów: Joseph Zaritsky, Jacob Dorchin, Yair Garbuz, Raanan Levy, Larry Abramson, Asaf Ben Zvi, Dani Karavan i inni.